# Johann George Goetz
Johann George Goetz (geb. um 1720 in Sachsen; gest. um 1782) war ein preußischer Landrat.

## Leben
Johann George Goetz immatrikulierte sich am 21. April 1736 an der Universität Frankfurt (Oder). Im Oktober 1743 wurde er Auskultator bei der Kriegs- und Domänenkammer in Gumbinnen. 1744 übernahm er das Amt als Kreisrat für den Kreis Samland mit Sitz in Gumbinnen. 1752 wurde er zum ersten Landrat des Landkreises Insterburg und des Kreises Tapiau ernannt. Den Kreis Tapiau verwaltete er nur bis 1765, Nachfolger wurde Otto Wilhelm von Perbandt. Das Amt im Landkreis Insterburg übte er bis zu seinem Tod um das Jahr 1782 aus. Ihm im Amt folgte Johann Friedrich Wilhelm von Losch.